# 劉長卿

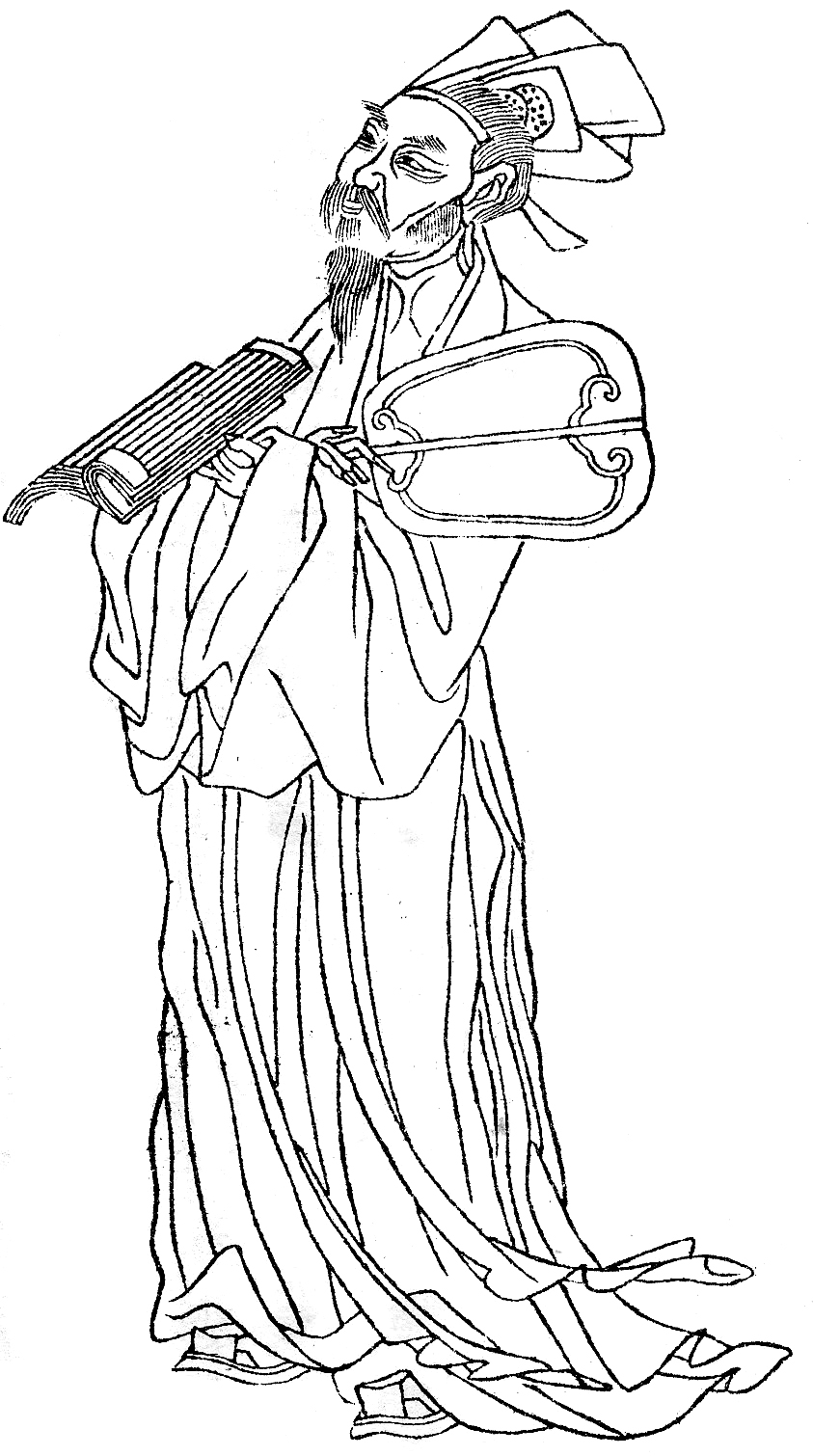
劉長卿・『晩笑堂竹荘畫傳』より

劉 長卿（りゅう ちょうけい、生没年不詳）は、中国・唐代中期の詩人。字は文房。宣州の出身。本貫は河間郡楽成県。

## 略歴
玄宗皇帝の天宝年間（742年 - 756年）の前後に生存したと思われる。開元21年（733年）に進士となる。至徳元載（756年）に監察御史となり、ついで転運使判官になった。この後、讒言する者があり姑蘇の獄につながれたが、許されて睦州の司馬として左遷され、随州の刺史で終わった。性剛直で権勢家に逆らうことが多かったという。詩文に長じ、権徳輿に「五言の長城」と称せられた。龍門八詠は古詩の傑作とされ、『唐詩選』には平蕃曲などを収める。劉長卿集10巻がある。

## 詩
| 過鄭山人所居   |                                              |
| 寂寂孤鶯啼杏園 | 寂々として孤鶯、杏園に啼き                   |
| 寥寥一犬吠桃源 | 寥々たる一犬、桃源に吠ゆ                     |
| 落華芳草無尋處 | 落華芳草、尋ぬる処無し                       |
| 萬壑千峯獨閉門 | 万壑千峯（ばんがくせんぽう）ひとり門を閉ざす |

| 逢雪宿芙蓉山 |                      |
| 日暮蒼山遠   | 日暮れて蒼山遠し     |
| 天寒白屋貧   | 天寒くして白屋貧なり |
| 柴門聞犬吠   | 柴門で犬吠ゆるを聞く |
| 風雪夜歸人   | 風雪夜帰の人         |

| 送張扈司直帰越中 |                            |
| 時危身赴敵       | 時危ければ身は敵に赴く     |
| 事往任浮沈       | 事さりて浮沈に任す         |
| 萬里三江去       | 万里三江に去る             |
| 當時百戦心       | 当時百戦の心               |
| 春風呉渚緑       | 春風呉渚の緑にして         |
| 古木剡山深       | 古木に剡山（せんざん）深し |
| 明日滄洲路       | 明日の滄洲の路は           |
| 孤舟不可尋       | 孤舟尋ぬべからず           |